# Saint-Marcel (Włochy)
Saint-Marcel – miejscowość i gmina we Włoszech, w regionie Dolina Aosty.
Według danych na styczeń 2009 gminę zamieszkiwało 1250 osób przy gęstości zaludnienia 29,6 os./1 km².